# Arlington (Illinois)
Arlington és una població dels Estats Units a l'estat d'Illinois. Segons el cens del 2000 tenia 211 habitants.

## Demografia
Segons el cens del 2000, Arlington tenia 211 habitants, 78 habitatges, i 51 famílies. La densitat de població era de 189,5 habitants/km².
Dels 78 habitatges en un 33,3% hi vivien nens de menys de 18 anys, en un 53,8% hi vivien parelles casades, en un 9% dones solteres, i en un 34,6% no eren unitats familiars. En el 33,3% dels habitatges hi vivien persones soles el 14,1% de les quals corresponia a persones de 65 anys o més que vivien soles. El nombre mitjà de persones vivint en cada habitatge era de 2,71 i el nombre mitjà de persones que vivien en cada família era de 3,47.
Per edats la població es repartia de la següent manera: un 32,7% tenia menys de 18 anys, un 5,2% entre 18 i 24, un 27% entre 25 i 44, un 20,9% de 45 a 60 i un 14,2% 65 anys o més.
L'edat mediana era de 34 anys. Per cada 100 dones de 18 o més anys hi havia 89,3 homes.
La renda mediana per habitatge era de 27.292 $ i la renda mediana per família de 38.125 $. Els homes tenien una renda mediana de 22.292 $ mentre que les dones 18.438 $. La renda per capita de la població era de 12.148 $. Aproximadament el 10,2% de les famílies i el 13,7% de la població estaven per davall del llindar de pobresa.

## Poblacions més properes
El següent diagrama mostra les poblacions més properes.